# Comunidad de comunas del País de Morlaàs
La Comunidad de comunas del País de Morlaàs (Communauté de comunes du Pays de Morlaàs, LGSL en francés), es una estructura intercomunal francesa situada en el departamento francés de Pirineos Atlánticos de la región de Aquitania.

## Historia
Fue creada el 22 de diciembre de 1992 con el nombre de Comunidad de comunas de Luys, Gabas, Souye y Lées (Communauté de comunes des Luys, Gabas, Souye et Lées, LGSL, en francés) con la unión de veintiséis de las veintinueve comunas del antiguo cantón de Morlaàs y dos de las quince comunas del antiguo cantón de Montaner.
El 1 de julio de 2012, pasó a llamarse con la denominación actual, aunque mantuvo las siglas anteriores (LGSL).
Todas las comunas actualmente pertenecen al cantón de País de Morlaàs y de Montanérès.

## Nombre
Debe su nombre a que todas las comunas se hallan en el área de influencia de la comuna que le da su nombre.

## Composición
La Comunidad de comunas reagrupa 28 comunas:
| Comuna                 | Código INSEE | Cantón                          | Población (2012) | Superficie (ha) | Densidad (hab./km²) |
| ---------------------- | ------------ | ------------------------------- | ---------------- | --------------- | ------------------- |
| Abère                  | 64002        | País de Morlaàs y de Montanérès | 156              | 5,81            | 27                  |
| Andoins                | 64021        | País de Morlaàs y de Montanérès | 622              | 12,22           | 51                  |
| Anos                   | 64027        | País de Morlaàs y de Montanérès | 185              | 1,79            | 103,4               |
| Arrien                 | 64053        | País de Morlaàs y de Montanérès | 160              | 4,46            | 36                  |
| Baleix                 | 64089        | País de Morlaàs y de Montanérès | 147              | 6,47            | 23                  |
| Barinque               | 64095        | País de Morlaàs y de Montanérès | 605              | 9               | 67                  |
| Bédeille               | 64103        | País de Morlaàs y de Montanérès | 198              | 3,85            | 51                  |
| Bernadets              | 64114        | País de Morlaàs y de Montanérès | 572              | 3,68            | 155                 |
| Buros                  | 64152        | País de Morlaàs y de Montanérès | 1774             | 13,81           | 128                 |
| Escoubès               | 64208        | País de Morlaàs y de Montanérès | 360              | 6,44            | 56                  |
| Eslourenties-Daban     | 64211        | País de Morlaàs y de Montanérès | 266              | 5,06            | 53                  |
| Espéchède              | 64212        | País de Morlaàs y de Montanérès | 161              | 9,32            | 17                  |
| Gabaston               | 64227        | País de Morlaàs y de Montanérès | 611              | 12,73           | 48                  |
| Higuères-Souye         | 64262        | País de Morlaàs y de Montanérès | 286              | 7,35            | 39                  |
| Lespourcy              | 64338        | País de Morlaàs y de Montanérès | 186              | 7,09            | 26                  |
| Lombia                 | 64346        | País de Morlaàs y de Montanérès | 205              | 7,63            | 27                  |
| Maucor                 | 64370        | País de Morlaàs y de Montanérès | 482              | 4,92            | 98                  |
| Morlaàs                | 64405        | País de Morlaàs y de Montanérès | 4168             | 13,15           | 317                 |
| Ouillon                | 64438        | País de Morlaàs y de Montanérès | 487              | 6,38            | 76                  |
| Riupeyrous             | 64465        | País de Morlaàs y de Montanérès | 164              | 4,81            | 34                  |
| Saint-Armou            | 64470        | País de Morlaàs y de Montanérès | 618              | 12,38           | 50                  |
| Saint-Castin           | 64472        | País de Morlaàs y de Montanérès | 807              | 7               | 115                 |
| Saint-Jammes           | 64482        | País de Morlaàs y de Montanérès | 652              | 4,05            | 161                 |
| Saint-Laurent-Bretagne | 64488        | País de Morlaàs y de Montanérès | 433              | 10,59           | 41                  |
| Saubole                | 64507        | País de Morlaàs y de Montanérès | 143              | 5,10            | 28                  |
| Sedzère                | 64516        | País de Morlaàs y de Montanérès | 408              | 12,59           | 32                  |
| Serres-Morlaàs         | 64520        | País de Morlaàs y de Montanérès | 727              | 4,19            | 174                 |
| Urost                  | 64544        | País de Morlaàs y de Montanérès | 72               | 2,33            | 31                  |

## Competencias
La comunidad es un organismo público de cooperación intercomunal.
Sus recursos provienen del impuesto sobre los rendimientos del trabajo único, del sistema de contribuciones que se aplica a los residuos y asignaciones y subvenciones de diversos socios.
Sus competencias en general se centran en el desarrollo económico, medio ambiental, de empleo y los servicios comunitarios a los habitantes:
- Ordenación del Territorio
  - Plan de Coherencia Territorial (SCOT, en francés).
  - Plan Sectorial.
- Desarrollo y organización económica
  - Acción de desarrollo económico de las actividades industriales, comerciales o de empleo, (apoyo de las actividades agrícolas y forestales...).
  - Creación, organización, mantenimiento y gestión de zonas de actividades industriales, comerciales, terciario, artesanal o turístico.
- Desarrollo y organización social y cultural
  - Actividades culturales y socioculturales.
  - Actividades deportivas.
  - Construcción y/u organización, mantenimiento, gestión de equipamientos o establecimientos culturales, socioculturales, socioeducativos, deportivos…, etc.
  - Transporte escolar.
- Medio ambiente
  - Saneamiento no colectivo.
  - Recogida y tratamiento de los residuos urbanos y asimilados.
  - Protección y valorización del Medio Ambiente.
- Vivienda y hábitat
  - Programa local del hábitat.
- Servicio de vías públicas
  - Creación, organización y mantenimiento del servicio de vías públicas.
- Otros
  - Adquisición comunal de material.
  - Informática, Talleres vecinales.